# Turistická značená trasa 3658
 Turistická značená trasa 3658 je zeleně vyznačená 12,5 kilometrů dlouhá pěší trasa Klubu českých turistů v okrese Karlovy Vary spojující Ostrov a Jáchymov.

## Popis trasy
Trasa začíná u rozcestníku před železniční stanicí Ostrov nad Ohří (na železniční trati Chomutov–Cheb). Nejprve vede západním směrem do „starého“ Ostrova, k areálu zámku s rozlehlým zámeckým parkem a na nedaleké Staré náměstí. Následně směřuje severním směrem k sídlišti Nový Ostrov z 50. let 20. století, které představuje unikátní doklad architektury socialistického realismu. Trasa vede po okraji zmíněného sídliště, dále kolem moderní zástavby obchodní čtvrti. Celý úsek zastavěným územím města Ostrova měří přibližně 3,3 km.
Směrem ven z města Ostrova trasa podchází silnici I/13 a po chodníku podél silnice I/25 prochází místní částí Dolní Žďár a kolem rozsáhlého areálu, v němž byl v 50. letech 20. století pracovní tábor, kde byli političtí vězňové nuceni zpracovávat radioaktivní uran, a později byla na místě továrna Škoda Ostrov, kde se vyráběly vyráběly trolejbusy. V navazující místní části Horní Žďár trasa zatáčí doleva, prochází zástavbou rodinných domů a postupně směřuje „do přírody“, do krušnohorských lesů.
Dalších přibližně 5 kilometrů vede trasa po území lesů. Po asi 1,3 km po lesních cestách se trasa dostává na míst, kde byla od 13. století do odsunu německého obyvatelstva obec, resp. osada Pfaffengrün (česky Popov). Dnes je však původní Pfaffengrün skryt uprostřed lesů, na pár místech jsou vidět základy domů. Ze zástavby této obce se také zachovalo několik stromů, které byly prohlášeny za památné. Nacházejí se nedaleko od této značené trasy. K jednomu z nich, Popovskému jasanu, vede od této trasy asi 260 metrů dlouhá odbočka. Další odbočka vede k čedičovému skalnímu útesu, na němž je umístěn kříž (tzv. Popovský kříž), který podle jedné z legend kdysi postavili mniši. Podle Pavla Hally z Českého rozhlasu je z tohoto místa „opravdu velkolepý“ výhled na město Ostrov a okolí. Uvidět lze celá podkrušnohorská oblast a Krušné hory včetně jejich nejvyšší hory Klínovce, dále též Doupovské hory, Karlovy Vary a za nimi Slavkovský les.
Za bývalým Popovem trasa dále vede asi 3,5 km lesy směrem k Jáchymovu. Nejdříve mírně stoupá k nejvyššímu bodu - nepojmenované vyhlídce (754 m) a pak již pozvolna mírně klesá směrem k historickému hornímu městu Jáchymovu. V horní části Jáchymova trasa postupně prochází kolem několika kostelů (Všech svatých, kaple svaté Anny, evangelický kostel Spasitele) a končí na jáchymovském Náměstí Republiky rozcestníkem před radnicí.
| km   | místo                   | navazující, křižující a souběžné trasy |
| ---- | ----------------------- | -------------------------------------- |
| 0    | Ostrov (žst)            | 0206                                   |
| 0.5  | Ostrov (u žst)          | 0206 6671                              |
| 1    | Ostrov (zám.,bus)       | 0206                                   |
| 3.5  | Dolní Žďár (bus)        | 6671                                   |
| 4.5  | Horní Žďár (bus)        | 6671                                   |
| 7.5  | Popov                   | 6736                                   |
| 0.2  | Popovský kříž (vyhl.)   |                                        |
| 0.3  | Popovský jasan          |                                        |
| 10.5 | Jáchymov (jih)          |                                        |
| 12.5 | Jáchymov, radnice (bus) | 1435 6669 6710                         |

## Zajímavá místa
- zámek Ostrov s rozlehlým parkem
- Stará radnice v Ostrově
- Kostel sv. Michaela a Panny Marie Věrné (Ostrov)
- sídliště Nový Ostrov
- Věž smrti
- Popovský jasan (Dolní Popovská lípa, Horní Popovská lípa, Popovská bříza)
- Popovský kříž
- kostel Všech svatých (Jáchymov)
- Kaple svaté Anny (Jáchymov)
- evangelický kostel Spasitele (Jáchymov)
- Měšťanské a patricijské domy v Jáchymově
- Královská mincovna v Jáchymově
- Jáchymovská radnice
- Kostel svatého Jáchyma a svaté Anny (Jáchymov)